# Felsbild

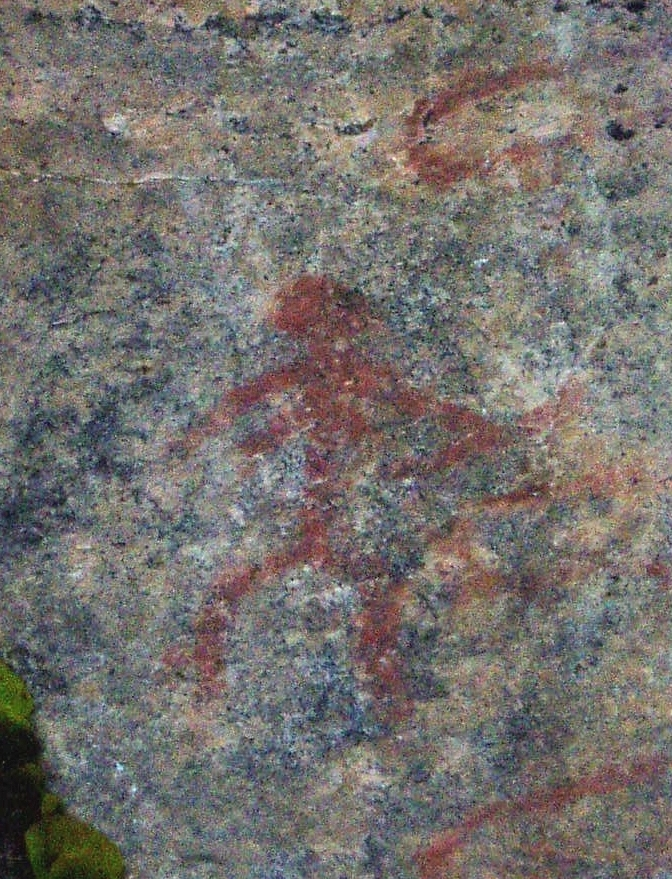
Felsbilder von Astuvansalmi mit Darstellung einer Frau

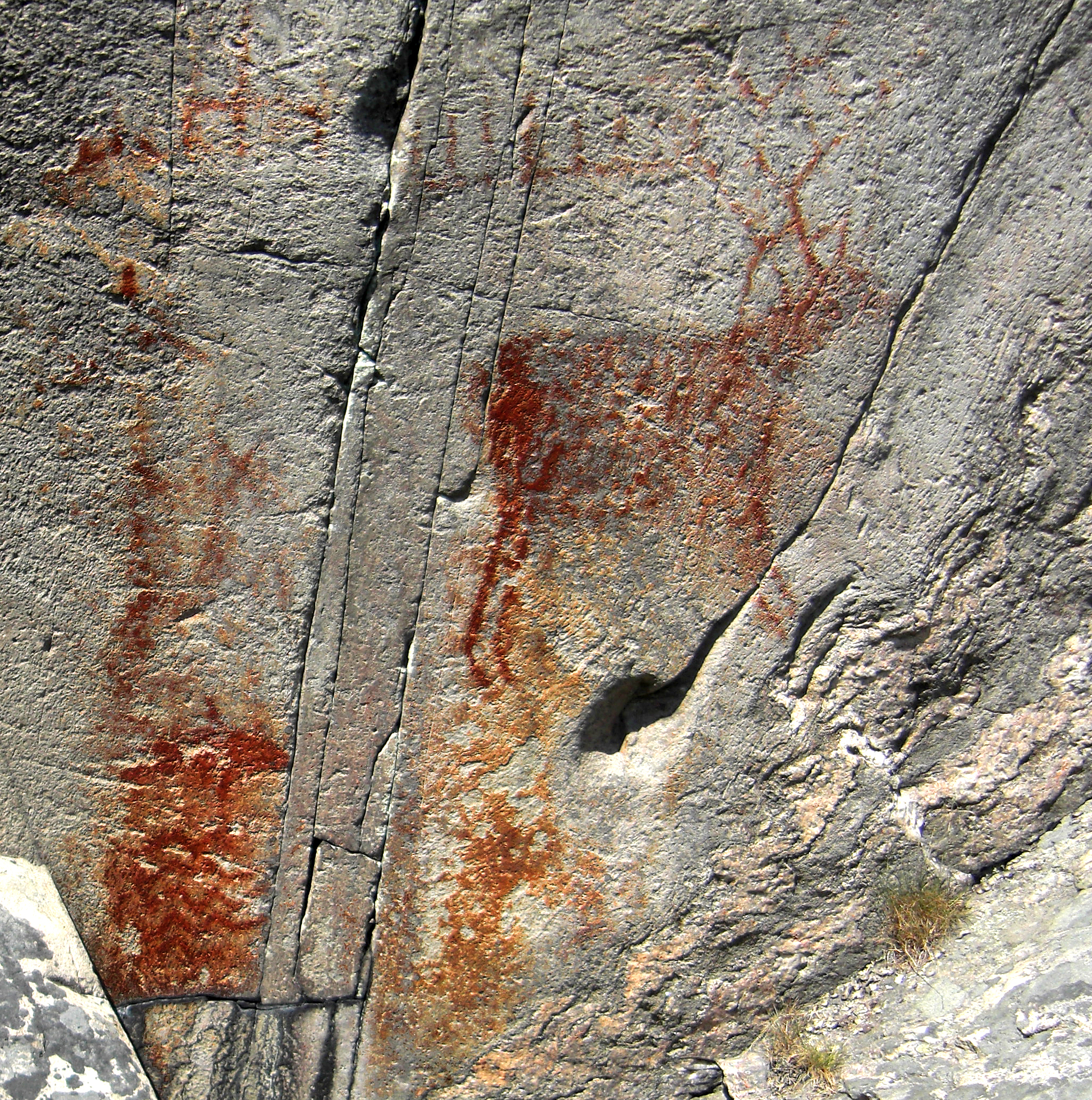
Felsbild – schwed. Hällmålningen in Tumlehed

Felsbild ist der Oberbegriff für alle auf festem, das heißt „gewachsenem“ Fels von Menschen dargestellten Abbildungen oder Zeichen. Felsbilder sind Forschungsgegenstand der Archäologie und der Ethnologie.

## Beschreibung
Im archäologischen Sprachgebrauch werden Felsbilder als Parietalkunst bezeichnet (frz. art pariétal „Wandkunst“, von lat. paries „Wand“ – span. Arte rupestre). Im Gegensatz dazu steht die prähistorische Kleinkunst, die als mobile Kunst bezeichnet wird (frz. art mobilier „bewegliche Kunst“): zum Beispiel Venusfigurinen, Ornamentik an Werkzeugen, transportable Reliefs oder bemalte Kieselsteine. Kunst auf bewegten Steinen, wie Platten von Grabkammern, werden je nach Herstellungsart den Felsritzungen oder Felsbildern (gemalt) zugeordnet.

## Vorkommen und zeitliche Einordnung
Die ältesten Felsbilder wurden von Cro-Magnon-Menschen vor etwa 35.000 Jahren (32.000 14C-Jahren BP) während des Aurignacien in südfranzösischen und nordspanischen Höhlen gefertigt: zum einen in der Grotte Chauvet, etwas später dann auch in der Höhle von Pair-non-Pair. Die frankokantabrische Höhlenkunst blühte in den nachfolgenden Epochen auf: im Gravettien, im Solutréen und vor allem im Magdalénien. Verbreitet sind Felsbilder auf allen Kontinenten außer der Antarktis. Von den San und den Aborigines werden bis in die Gegenwart Felsbilder hergestellt.
Für Vorkommen in Österreich siehe: Felsbildplätze in Österreich

## Datierung
Zur Datierung von Felsbildern werden entweder Stilmerkmale relativchronologisch bewertet oder Farbreste bzw. zum Zeichnen verwendete Holzkohlen mit Hilfe der Radiokohlenstoffdatierung absolutchronologisch bestimmt.

## Arten

### Höhlenmalerei
Die Höhlenmalerei der Cro-Magnon-Menschen ist das älteste Felsbild-Genre in Europa und umfasst das gesamte Jungpaläolithikum. Im Neolithikum und späteren prähistorischen Epochen sind dagegen freiliegende Felsbilder (Petroglyphen und Felszeichnungen) am häufigsten, während nacheiszeitliche Höhlenbilder in Europa nur Ausnahmen bilden.

### Felsmalerei
Felsmalerei bedeutet als Begriff im Gegensatz zur Höhlenmalerei, dass es sich um Malereien auf im Freien liegenden Felsen handelt. Wie auch die Höhlenmalerei sind Felsmalereien ohne Eintiefung auf die Oberfläche gemalt, im Gegensatz zu den eingetieften Petroglyphen. Prominente Beispiele sind die Felsmalereien in der spanischen Levante, die von der Zeit der Cardialkeramik bis in die Kupferzeit datieren. Ähnlich umfangreich sind Felsbilder der Sahara, zum Beispiel im Tassili n'Ajjer im Süden von Algerien.

### Felsritzungen
Gravierte, geschabte oder gepickte Felsbilder werden Petroglyphen (veraltet: „Felsenzeichnungen“) genannt. Der Schwerpunkt von Petroglyphen des Paläolithikums liegt im Solutréen und Magdalénien Franko-Kantabriens und auf der Iberischen Halbinsel (zum Beispiel Vale do Côa). Weit verbreitet sind sie auch im Neolithikum, wie bei Anlagen der Megalithkultur, z. B. Menhiren mit Verzierungen, innen verzierten Grabkammern der Wartbergkultur und der Walternienburg-Bernburger Kultur. Petroglyphen der Bronzezeit und Eisenzeit sind zum Beispiel im Valcamonica (Norditalien) verbreitet (Hauptartikel Felsbilder im Valcamonica), aber auch an Felswänden entlang des Wolfgangsees (Oberösterreich und Salzburg), wo sie Wildtiere, Alltagsgegenstände und religiöse Vorstellungen der Pfahlbaukultur an Salzkammergut-Seen wiedergeben.
Die Darstellungen wurden eingeritzt, eingepickelt oder gemalt, wobei auch von einer Ausmalung des überwiegenden Teils der Reliefbilder auszugehen ist. Die Ausmalung ist heute aber meist vollständig verwittert.
Petroglyphen in Form von eingemeißelten Runen gibt es in Europa bis ins Mittelalter.

## Belege
1. ↑  Max Ebert: Reallexikon der Vorgeschichte. Berlin 1926.
2. ↑  Der Große Brockhaus. In 12 Bänden. Wiesbaden 1956.
3. ↑  Kauer: Wohin Seelen reisen. 2024, S. 85–91; Kauer: Kult- und Schalensteine. 2021, S. 150–168; Kauer: Felsbilder der Alpen. 2019, S. 162–251.